# واسکم (تگزاس)
واسکم، تگزاس(به انگلیسی: Waskom, Texas) شهری در ایالت تگزاس از ایالات جنوبی ایالات متحده آمریکا است. در سرشماری سال ۲۰۰۰، جمعیت این شهر ۲۰۶۸ نفر اعلام شد.